# Колд Спринг (округ Ел Дорејдо, Калифорнија)
Колд Спринг (енгл. Cold Springs, El Dorado County) насељено је место без административног статуса у америчкој савезној држави Калифорнија.

## Демографија
По попису из 2010. године број становника је 446.
| Група             | 2000.    | 2010.       |
| Белци             | 0 (0,0%) | 386 (86,5%) |
| Афроамериканци    | 0 (0,0%) | 4 (0,9%)    |
| Азијати           | 0 (0,0%) | 3 (0,7%)    |
| Хиспаноамериканци | 0 (0,0%) | 43 (9,6%)   |
| Укупно            | 0        | 446         |